# Ключевая ставка в России
Ключевая ставка Банка России — основной инструмент денежно-кредитной политики Банка России.
Ключевая ставка — это минимальный процент, под который Центральный банк выдаёт кредиты коммерческим банкам.
По сути, это главный ориентир для всех процентных ставок в экономике: от ставок по депозитам и кредитам до доходности облигаций и стоимости привлечения капитала для бизнеса. 
Ключевая ставка играет информационно-сигнальную роль и характеризует направленность денежно-кредитной политики. В зависимости от того, какие операции Банк России проводит по ключевой ставке, денежно-кредитная политика может быть жёсткой или мягкой. К ключевой ставке приравниваются минимальная процентная ставка на аукционах РЕПО Банка России на срок одна неделя или максимальная процентная ставка на депозитных аукционах Банка России на срок одна неделя. Ключевая ставка устанавливается Советом директоров Банка России восемь раз в год. Изменение ключевой ставки влияет на кредитную и экономическую активность и в долгосрочной перспективе позволяет достигать конечной цели денежно-кредитной политики — ценовой стабильности, то есть низкой и устойчивой инфляции. Ключевая ставка введена в действие и её процентная статистика доступна с 2013 года.

## Операции Банка России, проводимые по ключевой ставке
Банк России принимает решения об уровне ключевой ставки исходя из цели денежно-кредитной политики — сохранения годовой инфляции вблизи 4 %. Для обеспечения ценовой стабильности центральный банк может ужесточать или смягчать денежно-кредитную политику. В случае дефицита ликвидности банковского сектора центральный банк расширяет рефинансирование и предоставляет банкам ликвидность по ключевой ставке, которой равняется минимальная процентная ставка на аукционах РЕПО Банка России на срок одна неделя. В случае профицита ликвидности банковского сектора центральный банк изымает её избыточную часть и привлекает от банков депозиты по ключевой ставке, которой равняется максимальная процентная ставка на депозитных аукционах Банка России на срок одна неделя. С помощью своих инструментов денежно-кредитной политики Банк России управляет однодневными процентными ставками, по которым банки совершают операции друг с другом на денежном рынке. Удерживая ставки денежного рынка в границах процентного коридора между ставками РЕПО и ставками по депозитам, Банк России стремится приблизить их к уровню ключевой ставки, определяющей направленность денежно-кредитной политики.

## Решение Банка России по ключевой ставке
Совет директоров Банка России задаёт уровень ключевой ставки восемь раз в год. Решения принимаются на четырёх «опорных» заседаниях, которые проводятся один раз в квартал, и на четырёх промежуточных, которые проводятся между опорными. По итогам каждого заседания Банк России публикует пресс-релиз о ключевой ставке. После «опорных» заседаний помимо пресс-релиза публикуется «Доклад о денежно-кредитной политике», и Председатель Банка России выступает на пресс-конференции, комментирует принятое решение и отвечает на вопросы журналистов.

## Эффекты ключевой ставки
Влияние ключевой ставки на процентные ставки банковского сектора описывается через так называемый «процентный канал» денежно-кредитной политики. Решения по ключевой ставке влияют на все банковские продукты. Операционной целью Банка России является поддержание ставки денежного рынка вблизи ключевой ставки. Банк России минимизирует спред (разность) ставки RUONIA и ключевой ставки. Если до перехода к инфляционному таргетированию спред в 2013—2014 годах составлял 2 %, то после перехода, к концу 2019 года, он сократился до 0,5 %. Уменьшение спреда свидетельствует о росте эффективности управления ликвидностью банковского сектора.
Изменение ключевой ставки оказывает влияние на динамику кредитных и депозитных ставок банков. Однако оно является неполным: в сегменте корпоративных кредитов на ставки переносится от 50 до 80 % изменения ключевой ставки, а в сегментах розничных кредитов и депозитов — не более 40 %. Корректировка процентных ставок по банковским продуктам занимает определённое время, запаздывание составляет от двух-трёх месяцев до одного года. Неравномерность эффекта процентного канала проявляется не только в разрезе продуктов, но также и по срокам. На большинстве сегментов кредитного и депозитного рынка краткосрочные ставки реагируют на изменение ключевой ставки быстрее и сильнее, чем долгосрочные. Для основных сегментов кредитного и депозитного рынка характерна выраженная асимметрия реакции на решения по ключевой ставке. Ставки по депозитам реагируют на повышение ключевой ставки медленнее, чем на её снижение, в то время как на кредитном рынке асимметрия носит противоположный характер. Однако неполнота и асимметричность процентного канала ключевой ставки не является свидетельством его низкой эффективности. Аналогичные свойства процентной ставки центрального банка наблюдаются и в других экономиках.
Процентная политика Банка России оказывает опосредованное воздействие на макроэкономическую динамику и ожидания экономических агентов. В частности, отклик индекса промышленного производства на неожиданный рост ключевой ставки оказывается отрицательным и значимым. Продолжительность отклика растягивается во времени и затухает в течение трёх лет. Кроме того, наблюдается снижение реального объёма инвестиций, объёма розничных продаж, экспорта и импорта, реальных зарплат и повышение нормы безработицы. Внутри различных видов экономической деятельности эффекты ключевой ставки являются неоднородными. Экспортно-ориентированные сектора нечувствительны к ключевой ставке Банка России, в то время как внутренние проциклические виды экономической деятельности, такие как строительство, напротив, в существенной мере подвержены изменениям ключевой ставки. Аналогичные эффекты наблюдаются при снижении ключевой ставки. Смягчение процентной политики оказывает стимулирующее воздействие на деловую активность. Однако влияние решений по ключевой ставке не является зеркальным: на ужесточение политики макроэкономическая динамика реагирует сильнее, чем на её смягчение.
Ключевая ставка — это не просто цифра. Это рычаг, которым ЦБ управляет стоимостью денег, а значит — влияет на цены всех финансовых активов, особенно облигаций. Когда ЦБ поднимает ставку, кредиты становятся дороже, а депозиты — привлекательнее. Следом за ними подтягиваются и доходности облигаций, ведь инвестор хочет получить более высокую компенсацию за свои риски.

## Нейтральная ключевая ставка
Одним из главных вопросов, касающегося процентной ставки любого центрального банка, является её равновесное значение. Равновесной называют «естественную» или «нейтральную» процентную ставку денежно-кредитной политики в реальном выражении, при которой достигается нулевой разрыв между потенциальным и фактическим ВВП, а инфляция находится возле целевого ориентира. Номинальная нейтральная ставка равна сумме реальной нейтральной ставки и ожидаемой инфляции. При инфляционных ожиданиях, равных целевому ориентиру инфляции, нейтральная ставка совпадает с инфляционной целью центрального банка. В условиях равновесия долгосрочное значение ключевой ставки Банка России должно составлять 4 % в год.
Реальная нейтральная ставка определяется структурой экономики, уровнем рисков инвестиций в финансовые и нефинансовые активы, а также готовностью экономических агентов принимать их на себя. В частности, на нейтральную ставку влияют совокупная производительность факторов производства, демографические условия, состояние финансового сектора, значение нейтральной ставки в других странах. Нейтральная ставка является ненаблюдаемой величиной и её оценки, как правило, весьма приблизительны. В большинстве случаев они задают область значений, а не конкретную точку. Оценка ставки зависит от большого числа факторов и меняется с течением времени. Оценка нейтральной ставки важна центральному банку для определения направленности денежно-кредитной политики. Устанавливая ключевую ставку выше нейтрального уровня, Банк России проводит жёсткую политику. При ставке ниже нейтрального уровня его политика является стимулирующей. Оценка нейтральной ключевой ставки также важна для экономических агентов, — домохозяйств и фирм, — для принятия потребительских и инвестиционных решений.

## Тенденции изменения ключевой ставки в России
Экспертные оценки нейтрального значения ключевой ставки Банка России находятся в диапазоне от 1 до 3 %. Сам Банк России в исследовании от 2016 года оценивал её диапазон между 1 % в долгосрочном периоде и 3 % на краткосрочном горизонте. Независимые оценки нейтральной ставки, в среднем, те же или ниже. МВФ на конец 2018 года оценивал её между 1 и 3 %, при этом большинство оценок находилось вокруг 2 %. Экономисты «ВТБ Капитала» полагают, что нейтральная ставка находится между 1,5 и 2,5 %. На 2020 год Банк России исходит из оценки долгосрочной реальной нейтральной ставки 2—3 %. При целевом ориентире инфляции в 4 % номинальная нейтральная ключевая ставка должна составлять от 6 до 7 %.
16 февраля 2024 года совет директоров Банка России сохранил ключевую ставку на уровне 16 % годовых.
26 апреля 2024 года в базовом сценарии Банк России повысил прогноз средней ключевой ставки в 2024 и 2025 годах до 15,0-16,0 % и 10,0-12,0 % соответственно. «Если процесс дезинфляции остановится, мы не исключаем повышения ключевой ставки», заявила 26 апреля глава ЦБ РФ Эльвира Набиуллина. Она отметила, что ЦБ будет держать ставку высокой «столько времени, сколько потребуется для устойчивого возвращения инфляции к целевому показателю — 4 процента». Возврата к целевому показателю в 4 % Банк России ожидает в следующем году. При этом по инфляции на 2024 год прогноз Банка России был увеличен с 4-4,5 % до 4,3-4,8 %.
Летом 2024 года главы российских банков Герман Греф и Андрей Костин заявили, что не ждут позитивных последствий в случае снижения ключевой ставки до 4-5 %. Греф назвал такое гипотетическое решение «сигналом всем банкам, всей экономике», что «последний здравомыслящий институт под названием Центральный банк дал какой-то серьёзный сбой».
26 июля 2024 года Банк России впервые с декабря 2023 года поднял ключевую ставку — с 16 % до 18 % годовых, в августе Банк России раскрыл аргументы, которые высказывались в пользу повышения ставки сразу до 19-20 % на заседании в июле. Среди них — продолжительное сохранение инфляции выше цели в 4 % и исчерпание возможностей роста производителей.
В конце августа 2024 года Банк России признал снижение чувствительности экономики к ключевой ставке, что может потребовать от регулятора её более значительного изменения в будущем, заявил зампред ЦБ Алексей Заботкин. Он признал, что текущие уровни ключевой ставки в узком смысле близки к рекордным, но говорить о том, что политика регулятора сейчас максимально жёсткая, некорректно.
13 сентября 2024 года Центральный банк повысил ключевую ставку с 18 % до 19 % годовых, если инфляция будет приближаться к 8 % в следующем году, ключевая ставка может быть повышена до 23 %, заявил первый зампред правления ВТБ Дмитрий Пьянов. В октябре Глава ВТБ Андрей Костин допустил повышение ключевой ставки ЦБ до 21 % в 2024 году.
25 октября 2024 года Банк России повысил ключевую ставку с 19 до 21 % годовых. Это третье повышение ключевой ставки российского ЦБ подряд, а 21 % — её максимальное значение за всю историю. Предыдущая рекордная отметка — 20 % — была достигнута в феврале 2022 года, после начала российского вторжения на Украину и заморозки золотовалютных резервов ЦБ за рубежом. Жёсткая денежно-кредитная политика Центробанка — это не прихоть, а неизбежная реакция на то, что происходит в экономике, заявила председатель ЦБ Эльвира Набиуллина на заседании комитета по финансовому рынку в Госдуме. По её словам, жёсткая денежно-кредитная политика ЦБ «защищает зарплаты, пенсии, пособия и сбережения от роста цен», а высокая инфляция может быть выгодна только такому бизнесу, чьи товары граждане будут вынуждены покупать в любом случае.
14 февраля 2025 года российские банки существенно сократили объем заимствований у Центрального банка до 1,79 трлн рублей, что является минимальным показателем с конца июня 2024 года. Это снижение на 43,4 % свидетельствует о том, что банки не ожидают повышения ключевой ставки на предстоящем заседании, позже стало известно, что Банк России на заседании оставил ключевую процентную ставку без изменений на уровне 21 % годовых.
6 июня 2025 года Банк России впервые за 3 года понизил ставку с 21 % до 20 %, пояснив, что инфляционное давление, в том числе устойчивое, продолжает снижаться, притом что внутренний спрос по-прежнему опережает возможности расширения предложения товаров и услуг, российская экономика постепенно возвращается к траектории сбалансированного роста.

### План по снижению ставки
В ноябре 2024 года глава Центрального банка России Эльвира Набиуллина впервые озвучила свои прогнозы относительно ключевой процентной ставки и уровней инфляции на ближайшие годы, указывая на их ожидаемое снижение. В ходе выступления в Государственной думе она представила прогнозы Банка России, согласно которым в 2025 году ключевая ставка может составить от 17 до 20 % (текущий уровень — 18 %), а инфляция — 4,5-5 %. В дальнейшем предполагается, что инфляция останется в пределах 4 %, а к 2027 году ключевая ставка снизится до 7,5-8,5 %. Набиуллина отметила, что экономика находится на поворотном этапе, в ближайшие месяцы стоит ожидать замедления роста корпоративного кредитного портфеля, что, в свою очередь, уменьшит его вклад в общий рост спроса и замедлит текущую инфляцию. Она подчеркнула, что это должно стать свидетельством того, что денежно-кредитная политика наконец достигла необходимого уровня.

## История значений ключевой ставки в России
Первоисточник: сайт Банка России. — база данных.
| Период действия         | % годовых | Изменение |
| ----------------------- | --------- | --------- |
| 28.07.2025 — н. в.      | 18,0      | ↘ 2,0     |
| 09.06.2025 — 27.07.2025 | 20,0      | ↘ 1,0     |
| 28.10.2024 — 08.06.2025 | 21,0      | ↗ 2,0     |
| 16.09.2024 — 27.10.2024 | 19,0      | ↗ 1,0     |
| 29.07.2024 — 15.09.2024 | 18,0      | ↗ 2,0     |
| 18.12.2023 — 28.07.2024 | 16,0      | ↗ 1,0     |
| 30.10.2023 — 17.12.2023 | 15,0      | ↗ 2,0     |
| 18.09.2023 — 29.10.2023 | 13,0      | ↗ 1,0     |
| 15.08.2023 — 17.09.2023 | 12,0      | ↗ 3,5     |
| 24.07.2023 — 14.08.2023 | 8,5       | ↗ 1,0     |
| 19.09.2022 — 23.07.2023 | 7,5       | ↘ 0,5     |
| 25.07.2022 — 18.09.2022 | 8,0       | ↘ 1,5     |
| 14.06.2022 — 24.07.2022 | 9,5       | ↘ 1,5     |
| 27.05.2022 — 13.06.2022 | 11,0      | ↘ 3,0     |
| 04.05.2022 — 26.05.2022 | 14,0      | ↘ 3,0     |
| 11.04.2022 — 03.05.2022 | 17,0      | ↘ 3,0     |
| 28.02.2022 — 10.04.2022 | 20,0      | ↗ 10,5    |
| 14.02.2022 — 27.02.2022 | 9,5       | ↗ 1,0     |
| 20.12.2021 — 13.02.2022 | 8,5       | ↗ 1,0     |
| 25.10.2021 — 19.12.2021 | 7,5       | ↗ 0,75    |
| 13.09.2021 — 24.10.2021 | 6,75      | ↗ 0,25    |
| 26.07.2021 — 12.09.2021 | 6,5       | ↗ 1,0     |
| 15.06.2021 — 25.07.2021 | 5,5       | ↗ 0,5     |
| 26.04.2021 — 14.06.2021 | 5,0       | ↗ 0,5     |
| 22.03.2021 — 25.04.2021 | 4,5       | ↗ 0,25    |
| 27.07.2020 — 21.03.2021 | 4,25      | ↘ 0,25    |
| 22.06.2020 — 26.07.2020 | 4,5       | ↘ 1,0     |
| 27.04.2020 — 21.06.2020 | 5,5       | ↘ 0,5     |
| 10.02.2020 — 26.04.2020 | 6,0       | ↘ 0,25    |
| 16.12.2019 — 09.02.2020 | 6,25      | ↘ 0,25    |
| 28.10.2019 — 15.12.2019 | 6,5       | ↘ 0,5     |
| 09.09.2019 — 27.10.2019 | 7,0       | ↘ 0,25    |
| 29.07.2019 — 08.09.2019 | 7,25      | ↘ 0,25    |
| 17.06.2019 — 28.07.2019 | 7,5       | ↘ 0,25    |
| 17.12.2018 — 16.06.2019 | 7,75      | ↗ 0,25    |
| 17.09.2018 — 16.12.2018 | 7,5       | ↗ 0,25    |
| 26.03.2018 — 16.09.2018 | 7,25      | ↘ 0,25    |
| 12.02.2018 — 25.03.2018 | 7,5       | ↘ 0,25    |
| 18.12.2017 — 11.02.2018 | 7,75      | ↘ 0,5     |
| 30.10.2017 — 17.12.2017 | 8,25      | ↘ 0,25    |
| 18.09.2017 — 29.10.2017 | 8,5       | ↘ 0,5     |
| 19.06.2017 — 17.09.2017 | 9,0       | ↘ 0,25    |
| 02.05.2017 — 18.06.2017 | 9,25      | ↘ 0,5     |
| 27.03.2017 — 01.05.2017 | 9,75      | ↘ 0,25    |
| 19.09.2016 — 26.03.2017 | 10,0      | ↘ 0,5     |
| 14.06.2016 — 18.09.2016 | 10,5      | ↘ 0,5     |
| 03.08.2015 — 13.06.2016 | 11,0      | ↘ 0,5     |
| 16.06.2015 — 02.08.2015 | 11,5      | ↘ 1,0     |
| 05.05.2015 — 15.06.2015 | 12,5      | ↘ 1,5     |
| 16.03.2015 — 04.05.2015 | 14,0      | ↘ 1,0     |
| 02.02.2015 — 15.03.2015 | 15,0      | ↘ 2,0     |
| 16.12.2014 — 01.02.2015 | 17,0      | ↗ 6,5     |
| 12.12.2014 — 15.12.2014 | 10,5      | ↗ 1,0     |
| 05.11.2014 — 11.12.2014 | 9,5       | ↗ 1,5     |
| 28.07.2014 — 04.11.2014 | 8,0       | ↗ 0,5     |
| 28.04.2014 — 27.07.2014 | 7,5       | ↗ 0,5     |
| 03.03.2014 — 27.04.2014 | 7,0       | ↗ 1,5     |
| 17.09.2013 — 02.03.2014 | 5,5       | —         |